# Edith Jacobson
Edith Jacobson (geb. Jacobssohn, * 10. September 1897 in Haynau; † 8. Dezember 1978 in Rochester (New York)) war eine deutsche Ärztin und Psychoanalytikerin, die wegen Unterstützung des Widerstands gegen den Nationalsozialismus 1935 verhaftet wurde, 1938 aber fliehen konnte. Von 1954 bis 1956 war sie Vorsitzende der New York Psychoanalytic Society. Heute gilt sie als führende Theoretikerin und Klinikerin der nachfreudianischen amerikanischen Psychoanalyse und als „eine der wichtigsten Vertreterinnen der Theorie der Objektbeziehungen und der Ich-Psychologie“.

## Leben und Wirken in Deutschland
Edith Jacobssohn entstammte einer jüdischen Ärztefamilie, ihr Vater Jacques Jacobssohn war Arzt, ihre Mutter Pelagia, geb. Pulvermann, war Musikerin. Sie studierte Medizin in Jena, Heidelberg (wo sie 1919/1920 an Übungen über Freuds Psychoanalyse von Hans W. Gruhle teilnahm und bei Viktor von Weizsäcker an einem Kurs über die Grundprobleme der Naturphilosophie) und München, wo sie 1922 ihr Staatsexamen machte. Einen Teil ihres Praktischen Jahres absolvierte sie danach an der Kinderklinik der Universitätsklinik Heidelberg, wo sie 1923 s.c.l. promovierte, den Rest an der Inneren Klinik des Universitätsklinikums in München. Hier lernte sie den Psychosomatiker Gustav Richard Heyer kennen, bei dem sie nicht nur das Verfahren der Hypnose erlernte, sondern sich auch immer mehr mit der Psychoanalyse vertraut machte. 1925 ging sie deswegen nach Berlin, wo sie an der Privatklinik von Hermann Oppenheim tätig wurde und sogleich ihre analytische Ausbildung begann, zunächst bei Arthur Kronfeld am Institut für Sexualwissenschaft (der sie ab 1928 durch Überweisung vornehmlich von begüterten Patientinnen auch beim Aufbau ihrer Praxis unterstützte) ab 1926 am Berliner Psychoanalytischen Institut, wo sie vier Jahre lang bei Otto Fenichel in Lehranalyse ging. 1930 wurde sie deswegen zum ao. Mitglied der Deutschen Psychoanalytischen Gesellschaft gewählt (Wahl am 18. Januar 1930 nach ihrem Aufnahmevortrag Beitrag zur asozialen Charakterbildung am 10. Dezember 1929), 1931 zum Vollmitglied. Ab 1933 gehörte sie dem Unterrichtsausschuss an und 1934 wurde sie Lehranalytikerin der DPG.
Edith Jacobssohn engagierte sich im sogenannten „Kinderseminar“ von Fenichel, zählte zu den Empfängerinnen von Fenichels Rundbriefen und arbeitete ab 1932 in der marxistischen Arbeitsgemeinschaft von Wilhelm Reich, mit dem sie auch an einer Sexualberatungsstelle für Jugendliche in Berlin-Charlottenburg tätig war. Vor dem von Reich begründetenen und der KPD nahestehenden „Einheitsverband für proletarische Sexualreform und Mutterschutz“ hielt sie Ende der 1920er Jahre Vorträge. Sie nahm am „interkonfessionellen Arbeitskreis“ von Walter Schindler teil, der nach der Erinnerung von Werner Kemper von Arthur Kronfeld angeregt worden war, und an dem bekannte Psychotherapeuten wie Johannes Heinrich Schultz, Alexander Herzberg, Manès Sperber, Fritz Künkel, Karen Horney, Harald Schultz-Hencke u. a. teilnahmen.
Obwohl sie sich ihrer Gefährdung bewusst war, entschloss sie sich – als eine der wenigen jüdischen Analytikerinnen – 1933 gegen eine Emigration. Sie schloss sich der marxistisch orientierten Widerstandsgruppe Neu Beginnen an und behandelte andere Angehörige der Gruppe, obwohl die DPG ihren Mitgliedern politische Abstinenz verordnet hatte. Sie organisierte Lesekreise und sandte Berichte über die Lage in NS-Deutschland an den im Prager Exil lebenden Otto Fenichel, der diese Informationen von dort weiterverbreitete. Am 24. Oktober 1935 wurde sie in ihrer Wohnung in Berlin-Wilmersdorf von der Gestapo verhaftet, weil sie sich geweigert hatte, Informationen über einen Patienten preiszugeben. In einem politischen Prozess wurde sie wegen Hochverrats zu zweieinviertel Jahren Zuchthaus verurteilt. Unmittelbar nach ihrer Inhaftierung begann sie mit dem Verfassen von persönlichen Aufzeichnungen über ihre existenzgefährdende Lebenssituation; weiterhin verfasste sie Gedichte sowie eine psychoanalytische Studie (später publiziert als „Betrachtungen über physische und psychische Hafteinwirkungen“). Diese Aufzeichnungen blieben mehrere Jahrzehnte lang unentdeckt und erschienen 80 Jahre später, 2015, unter dem Titel Gefängnisaufzeichnungen. Eine Arbeit über das weibliche Über-Ich entstand im Gefängnis, wurde herausgeschmuggelt und 1936 – anonym – auf dem Internationalen Psychoanalytischen Kongress in Marienbad verlesen. In diesem Text kritisierte sie Sigmund Freuds Weiblichkeitstheorie. Ihrer Ansicht nach muss eine Frau, um ein stabiles Ich und selbständiges Über-Ich zu entwickeln, statt das Über-Ich des Mannes zu übernehmen, ihr weibliches Genital als wertvoll akzeptieren lernen und einen Weg zurück zu mütterlichen Ich- und Über-Ich-Identifizierungen finden. Eine zweite Arbeit der Haftzeit befasst sich mit den „Psychologische[n] Auswirkungen des Gefängnisaufenthaltes auf weibliche politische Gefangene“, sie erschien erst 1949.
Im Gefängnis erkrankte Jacobssohn an Diabetes und der Basedow-Krankheit. Sie erhielt deswegen Hafturlaub. Aus dem Krankenhaus in Leipzig gelang ihr Anfang 1938 die Flucht in die Tschechoslowakei. Von dort aus gelangte sie in die Vereinigten Staaten, wo sie sich schnell etablieren konnte. Nach ihrer Emigration nannte sie sich konsequent Jacobson.

## Vierzig Jahre in Amerika
Jacobson kam am 9. Oktober 1938 in New York an. 1939 bestand sie einen Sprachtest und das amerikanische „State Board Examination“. Im selben Jahr eröffnete sie eine Privatpraxis in New York. Angesichts der feindlichen Haltung der amerikanischen Analytiker gegenüber der so genannten Laienanalyse erleichterte die Tatsache, dass sie Ärztin war, ihre Etablierung als Analytikerin.
1941 wurde sie als Mitglied des New York Psychoanalytic Institute aufgenommen, arbeitete in dieser Institution ab 1942 als Lehranalytikerin und war von 1954 bis 1956 Präsidentin der Vereinigung. Darüber hinaus war sie Gastprofessorin für Psychiatrie am Albert Einstein College of Medicine des Montefiore Hospitals. In den Vereinigten Staaten entstanden ihre Hauptwerke, durch die sie international bekannt wurde. In ihren Arbeiten stehen nicht die Triebschicksale, sondern die intrapsychischen Strukturen im Zentrum. Edith Jacobson ließ sich von Sándor Radós Unterscheidung zwischen „guten“ und „schlechten“ Objekten und der Ich-Psychologie Heinz Hartmanns inspirieren.
1964 erschien ihr Buch The Self and the Object World, in dem sie Triebtheorie und Objektbeziehungstheorie zu integrieren sucht. Es gilt als eines der wichtigsten Werke der Psychoanalyse. Anhand von Fallgeschichten beschreibt sie darin, wie Regressionsvorgänge bei depressiven und Borderline-Patienten zu schweren Beeinträchtigungen der Objektbeziehungen und der Ich- und Über-Ich-Funktionen führen, hierbei begleitet von der Auflösung identitätsbildender Identifizierungen. Diese Prozesse geben Jacobson zufolge gleichzeitig Aufschluss über die normale Entwicklung der Identität. Ausgehend von einer Untersuchung der Triebmanifestationen des Säuglings auf Stufe einer noch undifferenzierten psychosomatischen Ich-Es-Matrix, dem „frühesten psychophysischen Selbst“, zeigte Edith Jacobson, wie die Selbst- und Objektrepräsentanzen des Kindes errichtet werden und welche Rolle sie für die Entwicklung von Objektbeziehungen und bei der Identitätsbildung spielen.
Ebenfalls als „Klassiker der Psychoanalyse“ wird Edith Jacobsons Werk über Depression bezeichnet. Ihr zufolge liege allen depressiven Zuständen ein durch Frustrationen ausgelöster narzisstischer Konflikt zwischen der wunschbestimmten Selbstimago und der Imago eines scheiternden, entwerteten Selbst zugrunde. Die Schwere einer Depression hänge einerseits vom Grad der Frustration an, andererseits von Art und Intensität der beteiligten Triebe ab. Bei psychotischen Depressionen vermutete sie außerdem neurophysiologische Störungen.
Obwohl ihre berufliche Arbeit in den USA anerkannt wurde, verkehrte sie privat hauptsächlich mit anderen Exilantinnen und Exilanten.
Jacobson war in den USA nicht mehr politisch aktiv. Etwas von ihrer sozialen Haltung drückte sich noch in den niedrigen Honoraren aus, die sie in New York verlangte.
Edith Jacobson blieb unverheiratet und kinderlos. Sie starb am 8. Dezember 1978 in Rochester, New York.

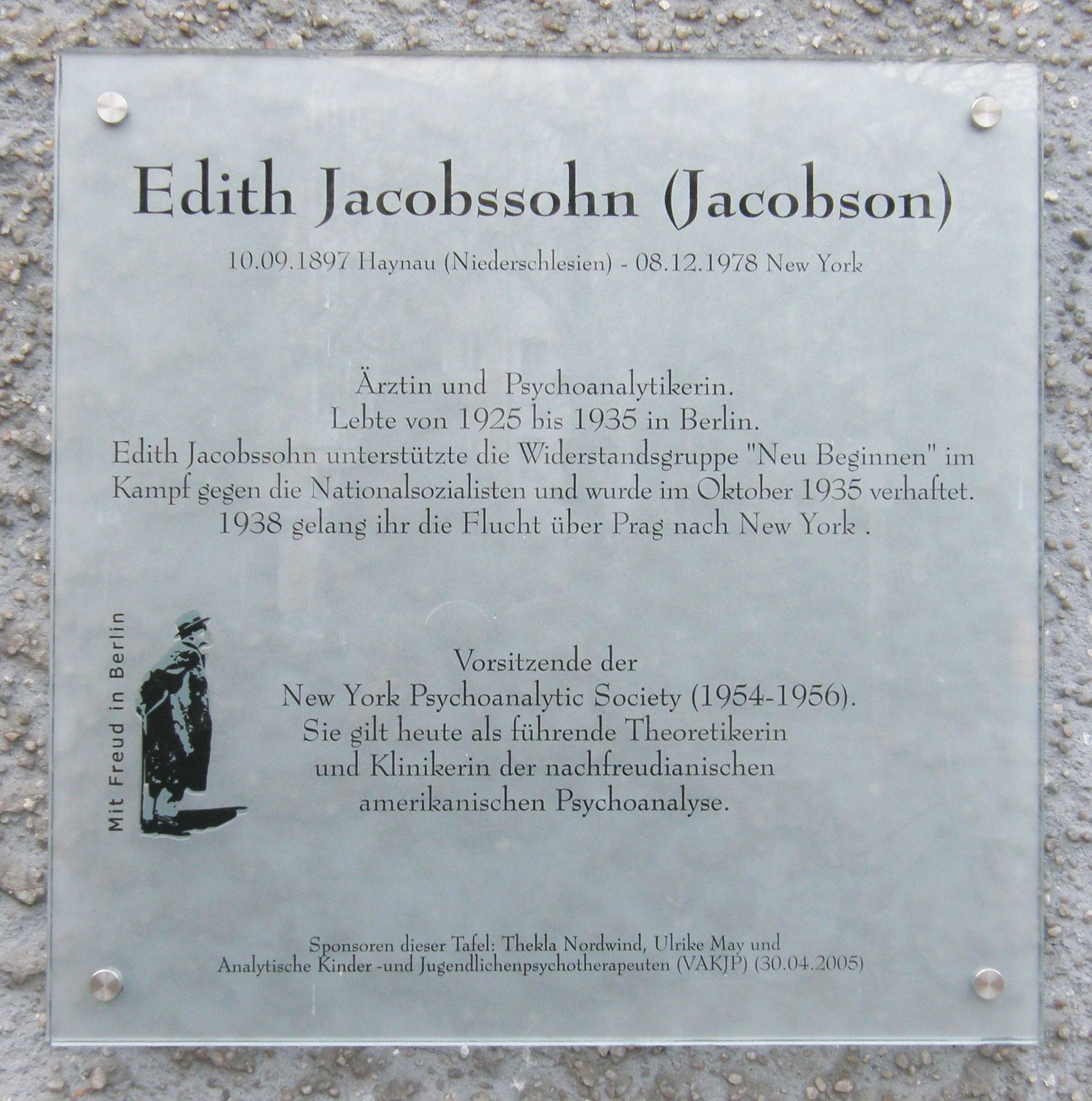
Gedenktafel für Edith Jacobson in der Emser Straße 39d in Berlin-Wilmersdorf, aus der Reihe Mit Freud in Berlin

## Glastafel in Berlin
Mit Freud in Berlin heißt ein Projekt von 16 Glastafeln in Wilmersdorf und Charlottenburg, das durch die Stadtrundfahrten „…auf den Spuren der Psychoanalyse“ finanziert wurde. Bei jeder Stadtrundfahrt, die normalerweise als Begleitprogramm eines psychoanalytischen Kongress stattfand, wurde eine Tafel enthüllt. Die Sponsoren waren Mitfahrenden, Institutionen oder Kongressteilnehmer. Die Tafeln sind – bis auf eine – aus Glas und erlauben je nach Lichteinfall eine Spiegelung oder einen Schatten auf der Wand. Bei jeder Enthüllung einer Tafel entstand zusätzlich ein Poster mit den wichtigsten Lebensdaten des oder der Geehrten und mit Bildern. Am 30. April 2005 wurde die Gedenktafel für Edith Jacobson in der Emser Straße 39d enthüllt, Sponsoren waren Thekla Nordwind, Ulrike May und Analytische Kinder- und Jugendlichenpsychotherapeuten. Anlass war die 52. Jahrestagung der Vereinigung Analytischer Kinder und Jugendlichen-Psychotherapeuten (VAKJP). Die Tagung stand unter dem Titel: Der Körper als Gefäß. Von der Psyche zum Körper, vom Körper zur Psyche.

## Publikationen

### In deutscher Sprache
- Beitrag zu asozialen Charakterbildung, in Internationale Zeitschrift für Psychoanalyse, Hrsg. v. Sigmund Freud, Internationaler Psychoanalytischer Verlag, Wien 1930, Jg. 16, S. 210–235 online (Umblättern durch Klicks auf die Seiten)
  - gekürzt auch in: Zeitschrift für psychoanalytische Pädagogik, Verlag wie vor, 1930, H. 4, S. 291–298 u.d.T.: Ein weibischer Knabe und seine Heilung. Charakterstörungen und perverse Züge infolge uneinheitlicher Erziehung.
- mit Arthur Kronfeld: Psychoanalyse. In: Georg und Felix Klemperer (Hrsg.): Neue Deutsche Klinik. Bd. 9. Urban & Schwarzenberg, Berlin 1932, S. 274–318.[8]
- Wege der weiblichen Über-Ich Bildung, in: Internationale Zeitschrift für Psychoanalyse, Internationaler Psychoanalytischer Verlag, 23, 1937, S. 402–412 Online
- Psychotischer Konflikt und Realität. Suhrkamp, Frankfurt 1972
- Das Selbst und die Welt der Objekte. Suhrkamp, Frankfurt 1973
- Depression. Suhrkamp, Frankfurt 1983
- Gefängnisaufzeichnungen. Hrsg. v. Judith Kessler, Roland Kaufhold. Psychosozial, Gießen 2015 https://www.socialnet.de/rezensionen/19473.php

### In englischer Sprache
- Depression: The Oedipus complex in the development of the depressive mechanisms. The Psychoanalytic Quarterly 12 (1943): 541–560
- The effect of disappointment on ego and superego formation in normal and depressive development. Psychoanalytic Review 33 (1946): 129–147
- Observations of the psychological effect of the imprisonment on femal political prisoners. In: K.R. Eissler (Hrsg.): Searchlights on delinquancy. International Universities Press, New York 1949, 341–368
- Adolescent moods and the remodeling of psychic structures in adolescence. The Psychoanalytic Study of the Child 16 (1961): 164–183
- The Self and the Object World. Int' University Press, New York 1964
- Psychotic Conflict and Reality. Int' University Press, New York 1967, Hogarth Press, London 1964
- Depression: Comparative studies of normal, neurotic and psychotic conditions. Int' University Press, New York 1971

## Nachweise
1. ↑  „Mit Freud in Berlin“ 16 Tafeln, finanziert durch die Stadtrundfahrten „…auf den Spuren der Psychoanalyse“ (Memento vom 16. Juni 2013 im Internet Archive)
2. ↑  Psychoanalytikerinnen. Biografisches Lexikon. Abgerufen am 10. April 2022.
3. 1 2 3 4  Matthias Reichelt: Die schwarze Kladde. Die Gefängnisaufzeichnungen der Psychoanalytikerin Edith Jacobson sind ein berührendes Zeitdokument. junge Welt, 18. Februar 2016.
4. ↑  Quelle für diese und vorherigen Angaben: Michael Schröter Das Werden einer Psychoanalytikerin: Familie, Ausbildung und Berufstätigkeit von Edith Jacobssohn bis Ende 1932. In: May/Mühlleitner (Hrsg.): Edith Jacobson. Psychosozial-Verlag, Gießen 2005, S. 19–48.
5. ↑  Die aufdringlichen Notizen der Frau Jacobson, haGalil.com, 7. Juli 2015, abgerufen am 7. Juli 2015.
6. ↑  Edith Jacobson at Psychoanalytic Electronic Publishing (Memento vom 8. September 2015 im Internet Archive)
7. ↑  Psychoanalytikerinnen in Europa. Biografisches Lexikon
8. ↑  unter ihrem Geburtsnamen Jacobssohn stellt sie dort auf S. 274–302 die „Entwicklung und System der psychoanalytischen Forschung und Lehre“ dar, während Kronfeld im Rest des Artikel eine kritische „Epikrise der Psychoanalyse“ besonders im Hinblick auf ihren „weltanschaulichen Ansatz und wissenschaftlichen Anspruch“ beisteuert; in seinem im selben Jahr erschienenen Lehrbuch der Charakterkunde (Springer, Berlin 1932) dankt er in einer Anm. auf S. 417 „Edith Jacobssohn … für eine große, von ihrer besonderen Sachkunde geprägte Reihe von Formulierungen“ in seiner Darstellung der „charakterkundlichen Ansätze in der Psychoanalyse Freuds“ (auf den S. 417–431).

| Personendaten    | Personendaten                          |
| ---------------- | -------------------------------------- |
| NAME             | Jacobson, Edith                        |
| ALTERNATIVNAMEN  | Jacobssohn, Edith                      |
| KURZBESCHREIBUNG | deutsche Ärztin und Psychoanalytikerin |
| GEBURTSDATUM     | 10. September 1897                     |
| GEBURTSORT       | Haynau                                 |
| STERBEDATUM      | 8. Dezember 1978                       |
| STERBEORT        | New York                               |